# Лавье, Бертран
Бертран Лавье (фр. Bertrand Lavier; род. 14 июня 1949, Шатийон-сюр-Сен) — французский художник, классик французского современного искусства.

## Биография
Окончил школу садово-паркового искусства в Версале.
В 1984 году Лавье заявил: «Я не произвожу изображения, у меня нет мастерской, я делаю — выставки!».
В рамках проводившегося в 2010 году Года Франция-Россия — в московском ЦУМе проходила выставка художника.

## Работы находятся в собраниях
- Нью-Йоркский музей современного искусства, Нью-Йорк.
- Центр Помпиду, Париж.
- Tate Modern, Лондон.

## Цитаты
- «Лавье работает с хорошо известной на Западе, но малоизвестной в России проблемой оригинала и копии, тиража и униката. Эта проблема уходит корнями в далекое прошлое раннего христианства: за право обладания „настоящими“ реликвиями — мощами апостола Марка, „платом Вероники“ и так далее — отчаянно боролись европейские государи. Представление об искусстве как о создании чего-то невиданного и уникального выросло на этой почве. Дюшан продемонстрировал, что в эпоху конвейера и печати автор, собственно, и не такая уж большая шишка. А Лавье, дитя постмодерна, уже и вовсе отказывается от каких-либо претензий на значительность и ремесленным трудом не занимается. Он признается, что не хочет, чтобы от работ „пахло художником“: автор ведь умер, как говорил другой француз — Ролан Барт»[1] — В. Дьяконов, «Коммерсантъ», 2010.
- «Впрочем, Лавье вовсе не так прост, как кажется на первый взгляд. Он типичный универсальный гений, который не ограничивается какой-нибудь одной техникой или формой самовыражения. Он живописец, скульптор, фотограф, мастер инсталляций, композитор и даже диджей. К тому же большинство его произведений отсылает к той или иной главе искусства XX века, к работам патриархов модернизма и современного искусства — Марселю Дюшану, Энди Уорхолу, Классу Ольденбургу и многим другим»[2] — М. Новикова, «Эксперт», 2010.